# Хадзиев, Хизир
Хизир Хадзиев, более известен как Хизир Хьулхо (ингуш. Хьулахой Хизар; 1927, Экажево, Ингушская АО — 1976, там же, ЧИАССР) — ингушский абрек, «народный мститель», действовавший с периода депортации ингушей и чеченцев вплоть до своей гибели в 1976 году; национальный герой ингушей.

## Биография
Родился в селении Экажево Ингушской автономной области в 1927 году. Происходит из ингушского тейпа Хулхой.
На путь абречества Хизир встал после насильственной депортации чеченцев и ингушей в Казахстан и Среднюю Азию. Совершал нападения на отряды НКВД, тем самым осуществляя отмщение за изгнанные народы. Особо начал беспокоить власти в 1950—60-х годах, на его поимку были брошены огромные ресурсы.
Хизира тайно прикрывал Мустафа Гиреев — старший оперуполномоченный Назрановского районного отдела милиции. Зачастую, благодаря ему абрек не попадал в ловушки, расставленные по горным тропам и плоскостным сёлам. Пару раз он спасал Хизира: один раз в горах у водопада, а в другой раз во время облавы, устроенной ему милицией в станице Троицкая. Тогда Мустафа перевязал и спрятал в овраге, укрыв ветками, израненного в ходе перестрелки абрека.
Абрек Хизир вёл свою деятельность вплоть до 1976 года, множество раз попадал в окружение, но каждый раз ему удавалось давать отпор. Однажды, при использовании одного из родственников Хизира, которому он доверял, абрек был заманен в ловушку. Будучи уже в преклонном возрасте, попав в окружение чекистов в селе Экажево (ныне в местечке под названием «Экажевский круг»), дал последний бой, где и был убит.

## Память
В честь Хизира Хадзиева названы улицы в Ингушетии.